# ليدي مارفيلا
ليدي مارافيلا (هي من مواليد 22 أكتوبر 1994) ، هي اينماسكارا لوتشادورا مكسيكية (والتي تعني بالعربية مصارعة محترفة مقنعة) مُوقعة حاليًا لصالح اتحاد تربل إيه لوتشا ليبري ورلد وايد (AAA) وهي بطلة التربل إيه للفرق المختلطة AAA World Mixed Tag Team Championship الحالية في أول فترة حمل للقب.
وهي معروفة أساسًا بعملها سابقاً لصالح عدة أتحادات في المكسيك مثل كونسيخو مونديال دي لوتشا ليبري (CMLL) وذا كراش لوتشا ليبري وهي حاليًا تعمل بعقد حصري في AAA وكذلك في بعض الاتحادات المستقلة في المكسيك. اسمها الحقيقي ليس معروفاً على غرار معظم المصارعين المقنعين في المكسيك وذلك لإبقاء حياتهم الشخصية بعيداً عن المعجبين .

## مهنة المصارعة المحترفة

### لوتشا ليبري تربل إيه ورلد وايد (منذ 2015 حتي 2016 )
في 4 أكتوبر 2015 ظهرت ليدي مارافيلا لأول مرة في أتحاد AAA في عرض هيروس أمورتالز Héroes Inmortales XI في مباراة خماسية علي بطولة ملكة الملكات AAA Reina de Reinas ضد جوايا كونغ و ليدي شايني ولا هيدرا وتايا فالكيري وفشلت في الفوز باللقب. في 22 يناير 2016 ، ظهرت مارافيلا للمرة الثانية في عرض غيورا دي تينانز Guerra de Titanes 2016كفريق واحد مع فابي أباتشي و جويا كونغ حيث هزمت ضد ليدي شايني وكيرا و تايا . و بعد فترة وجيزة من عدم الظهور، غادرت الشركة بسبب مشاكل شخصية آخري.

### كونسيخو مونديال دي لوتشا ليبري (منذ 2017 حتي 2018)
في 21 يوليو 2017 ، قامت مارافيلا بالظهور لأول مرة في أتحاد كونسيخو مونديال دي لوتشا ليبري (CMLL) في عرض Copa Natalia Vazquez في مباراة ضد برنسيسا سوجيهيت وداليس لا كاريبينا وإستيرليتا و لا أمابولا ولا كومانديتا، لا سيدوكتورا ولا سيلويتي، لا فاكيريتا، مارسيلا، لا ميتاليكا، سانيلي وسكاذي و زيوكس، حيث فازت برنسيسا سوجيهيت.
في 29 مايو 2018 ، أعلنت مارافيلا عن مغادرتها اتحاد CMLL ومشاركتها في عرض فيرانو دي إيسكاندالو Verano de Escándalo 2018 ، حيث ستعود إلى AAA. وفقا لبيانها، تقول مارافيلا إنها ستعمل فقط مع اتحاد AAA ، بعقد مستقل شبه حصري .

### العودة إلى التربل إيه (منذ 2018 إلى الوقت الحاضر)
في 4 يونيو، عادت ليدي مارفيلا إلى الظهور في حلبات التربل ايه في عرض فيرانو دي إيسكاندالو 2018 Verano de Escándalo حيث شاركت في فريق مع أريز وبيلال وألتيمو مالديتو حيث هزموا إل هيجو ديل فايكينجو وأركانجيل ديفينو وديناستيا وستار فاير . في 21 يوليو 2018 في عرض AAA vs Elite تعاون مع كيرا وزيوكس كممثلات لفريق أتحاد لوتشا ليبري إيليت Liga Elite ، حيث تم هزيمتهم أمام فريق التربل إيه المكون من فابي اباتشي ولا هيدرا وفانيلا فارجاز. في 26 أغسطس 2018 في عرض تربل مينيا الـ26 Triplemanía XXVI ، تعاونت مارفيلا مع ديناستيا لمواجهة كل من إيل هيخو ديل فايكنجو وفانيلا فارجاز ضد فريق لا هيدرا وانجييكال للمواجهة علي بطولة التربل إيه للفرق المختلطة AAA World Mixed Tag Team ضد الابطال نينو هامبورجيسا وبيج مامي حيث تمكن الاخيرين من الاحتفاظ بلقبهم .
و قامت ليدي مارفيلا بالقيام بظهور خاص في حلقة 11 يناير 2019 من عرض إكسبلوجين Xplosion التابع لأتحاد توتال نون ستوب أكشن الذي يعرف باسم (TNA) الذي تم تسجيله في يومي 11-12 يناير 2019 في مركز الترفيه Frontón México في مدينة مكسيكو سيتي، وهُزمت من قبل تيسا بلانشارد .
في 3 أغسطس 2019 في عرض تربل مينيا الـ27 Triplemanía XXVII ، تعاونت مارفيلا مع فيلانو الثالث جونيور للمواجهة علي بطولة التربل إيه للفرق المختلطة AAA World Mixed Tag Team حيث تمكنا من هزيمة أستراليان سواسيد وفالنيلا فارجاز وفريق نينو هامبمرجيسا وبيج مامي ضد فريق سامي جيافارا و سكارليت بوردو و نجحت في اقتناص اللقب و بذلك تحقق أول بطولة لها AAA في حياتها المهنية. و في 19 أكتوبر 2019 في Héroes Inmortales XIII قامت مارافيلا مع فيلانو الثالث جونيور بالدفاع الأول عن لقبهما ضد كيرا ولتيجو و بيج مامي ونينو هامبورغويسا تمكنا من الحفاظ علي الالقاب.

## البطولات والإنجازات
- لوتشا ليبري تربل إيه ورلد وايد
  - بطولة التربل ايه للفرق المختلطة ( مرة واحدة، حاليًا) - مع فيلانو الثالث جونيور
- برو ريسلينغ إليستراتيد
  - المرتبة رقم 81 من أفضل 100 مصارعة في ترتيب PWI Female 100 في عام 2019 [10]
- اتحاد برومينشونيز أتش يو أم أو
  - بطولة HUMO للسيدات (مرة واحدة)
- أتحاد برومولوتشاس
  - بطولة Promoluchas للسيدات (مرة واحدة)

## سجل تحديات اللوتشاLuchas de Apuestas
| الفائزة (الرهان)     | الخاسرة             | الموقع                             | العرض                  | تاريخ العرض    | ملاحظات |
| -------------------- | ------------------- | ---------------------------------- | ---------------------- | -------------- | ------- |
| ليدي مارافيلا (قناع) | دولسي كانيلا (شعر)  | مونتيري، نويفو ليون                | عرض محلي               | 14 مارس 2017   |         |
| بيج مامي (الشعر)     | ليدي مارافيلا (شعر) | سيوداد ماديرو، تاماوليباس، المكسيك | Guerra de Titanes 2019 | 14 ديسمبر 2019 | [ 11 ]  |

## روابط خارجية
- ليدي مارفيلا على موقع CageMatch worker (الإنجليزية)
- ليدي مارفيلا على موقع قاعدة بيانات المصارعة على الإنترنت (الإنجليزية)